# Aldo Masciotta
Aldo Masciotta, född 14 augusti 1909 i Casacalenda, död 24 april 1996 i Turin, var en italiensk fäktare.
Masciotta blev olympisk silvermedaljör i sabel vid sommarspelen 1936 i Berlin.